# 고경중학교
고경중학교(古鏡中學校)는 경상북도 영천시 고경면에 있는 공립 중학교이다.

## 학교 연혁
- 1971.01.25 공립 고경중학교 설립 인가(9학급 편성 정원 630명)
- 1971.03.05 제1회 입학식(남녀공학 1학년 3학급 174명)
- 1971.03.23 개교식
- 1971.04.20 초대 조도해 교장 취임
- 1971.06.21 교가 제정
- 1974.01.16 제1회 졸업식 거행(175명)
- 1975.03.01 15학급 인가
- 1992.12.19 근검협동 우수교 교육부 장관 표창
- 1998.03.01 3학급 인가
- 2000.12.12 경상북도 생활지도 최우수교 표창
- 2001.12.16 영천교육청 교육실적 우수교 표창
- 2005.12.21 영천교육청 교육실적 우수교 표창
- 2010.12.23 영천교육지원청 학력 우수교 표창
- 2011.12.28 경상북도교육청 제4회 에듀탑 공모전 장려상 수상
- 2012.01.31 영천교육지원청 학력우수교 수상,영천교육실적 우수교 수상
- 2013.02.15 제40회 졸업식 7명(졸업생 누계 4,931명, 남 2,702명, 여 2,229명)
- 2014.09.01 제19대 지기룡 교장 취임
- 2015.02.12 제41회 졸업식 8명(졸업생 누계 4,939명, 남4명, 여 4명)
- 2015.03.02 입학식(여2명)
- 2016.02.29 폐교 및 기숙형 중학교 별빛중학교로 통합[1], 45년만에 폐업

## 참고 자료
- 고경중학교 - 한국교육학술정보원 학교알리미